# Arthur Adamov
Arthur Adamov (født 23. august 1908 i Kislovodsk, Det Russiske Kejserrige, død 15. marts 1970 i Paris, Frankrig) var en russisk-fransk forfatter og skuespiller, der var en af de førende eksponenter for absurdteater.
Fra 1924 var han bosiddende i Paris, og i 1947 debuterede han som skuespilforfatter med La Parodie. I sit forfatterskab beskæftigede han sig særligt med kapitalismen og forbrugersamfundet set fra en kritisk vinkel. Han var inspireret af forfattere som August Strindberg og Bertold Brecht.
Hans død skyldes muligvis en overdosis af sovemedicin.

## Filmografi
- Voilà l'ordre (1966)
- Een Zachtmoedige vrouw (manus, 1971)
- Vassa Geleznova (manus, 1972)